# Давыденко, Илья Данилович
Илья́ Дани́лович Давыде́нко (1899 — 1991, Таганрог) — советский учёный, профессор, специалист в области сварочного производства. Лауреат Ленинской премии (1957).

## Биография
Родился в 1899 году в селе Артюховка (ныне Украина) в бедной крестьянской семье. В 1931 году окончил ЛЭТИ.
В 1933—1963 годах начальник сварочного производства Таганрогского завода «Красный котельщик». Спроектировал цех сварных барабанов, разрабатывал электросварку кольцевых швов, заменил ручную сварку автоматической, внедрил электрошлаковую сварку.
Участник Великой Отечественной войны — младший лейтенант, командир взвода снабжения минометного батальона 602-го стрелкового полка 109-й стрелковой дивизии (1-го формирования) Приморской армии, оборонял Севастополь.
Кандидат технических наук. С 1963 года профессор Таганрогского радиотехнического института по кафедре «Технология металлов».
Автор 60 печатных трудов в области сварочного производства.
Автор книги: «Справочник по сварочным электродам». Ростовское книжное издательство. 1961.
Умер в 1991 году в Таганроге (Ростовская область).

## Награды и премии
- Сталинская премия второй степени (1949) — за создание конструкции и освоение производства серии мощных котлов высокого давления.
- Ленинская премия (1957) — за создание и внедрение в тяжёлое машиностроение электрошлаковой сварки
- орден Отечественной войны II степени (6.4.1985).
- орден Красной Звезды (23.6.1945)
- медали

## Сочинения
- Автоматическая сварка в котлостроении: Опыт котлостроит. завода / И. Д. Давыденко, лауреат Сталинской премии. — М.: Машгиз, 1951. — 164 с.
- Справочник по сварочным электродам. — Ростов н/Д : Кн. изд-во, 1961. — 230 с.
- Электрошлаковая сварка в котлостроении. — Ростов н/Д : Кн. изд-во, 1959. — 87 с.